# Neotama rothorum
Espèce
Neotama rothorum est une espèce d'araignées aranéomorphes de la famille des Hersiliidae.

## Distribution
Cette espèce est endémique du Tamil Nadu en Inde,.

## Description
Les femelles mesurent de 6,75 à 9,3 mm.

## Étymologie
Cette espèce est nommée en l'honneur de Barbara et Vincent Daniel Roth.

## Publication originale
- Baehr & Baehr, 1993 : The Hersiliidae of the Oriental Region including New Guinea. Taxonomy, phylogeny, zoogeography (Arachnida, Araneae). Spixiana Supplement, vol. 19, p. 1-96 (texte intégral).